# Autohypnose
 (octobre 2007).
Améliorez-le ou discutez des points à vérifier. 
L'autohypnose est un état modifié de conscience qui conduit à un état mental d'hypervigilance (caractéristique de l'hypnose) et souvent de relaxation dans lequel le sujet cesse de diriger volontairement le cours de ses pensées. L’état hypnotique est à mi-chemin entre la veille et le sommeil, un état où le sujet reste conscient tout en étant particulièrement réceptif[réf. non conforme]. La sensibilité à la suggestion et aux métaphores s'y trouve grandement amplifiée. 
L'autohypnose s'utilise de différentes façons. D'une manière générale, la personne choisit un thème, puis se laisse entrer en état d'hypnose. Une méthode fréquente consiste en des visualisations de lieux ou de personnes, pour permettre à une signification symbolique plus profonde de prendre place.